# السبستيانيزم
السبستيانية (بالبرتغالية: Sebastianismo) هو جزء من الأساطير والثقافة البرتغالية والبرازيلية، بحيث لم يقبل الشعب البرتغالي وفاة ملكهم سيباستياو أثناء معركة وادي المخازن، فنشرت شائعة بأنه لا يزال على قيد الحياة، فقط ينتظر اللحظة المناسبة للعودة إلى العرش وصد الهيمنة الأجنبية.

## الملك سيباستياو

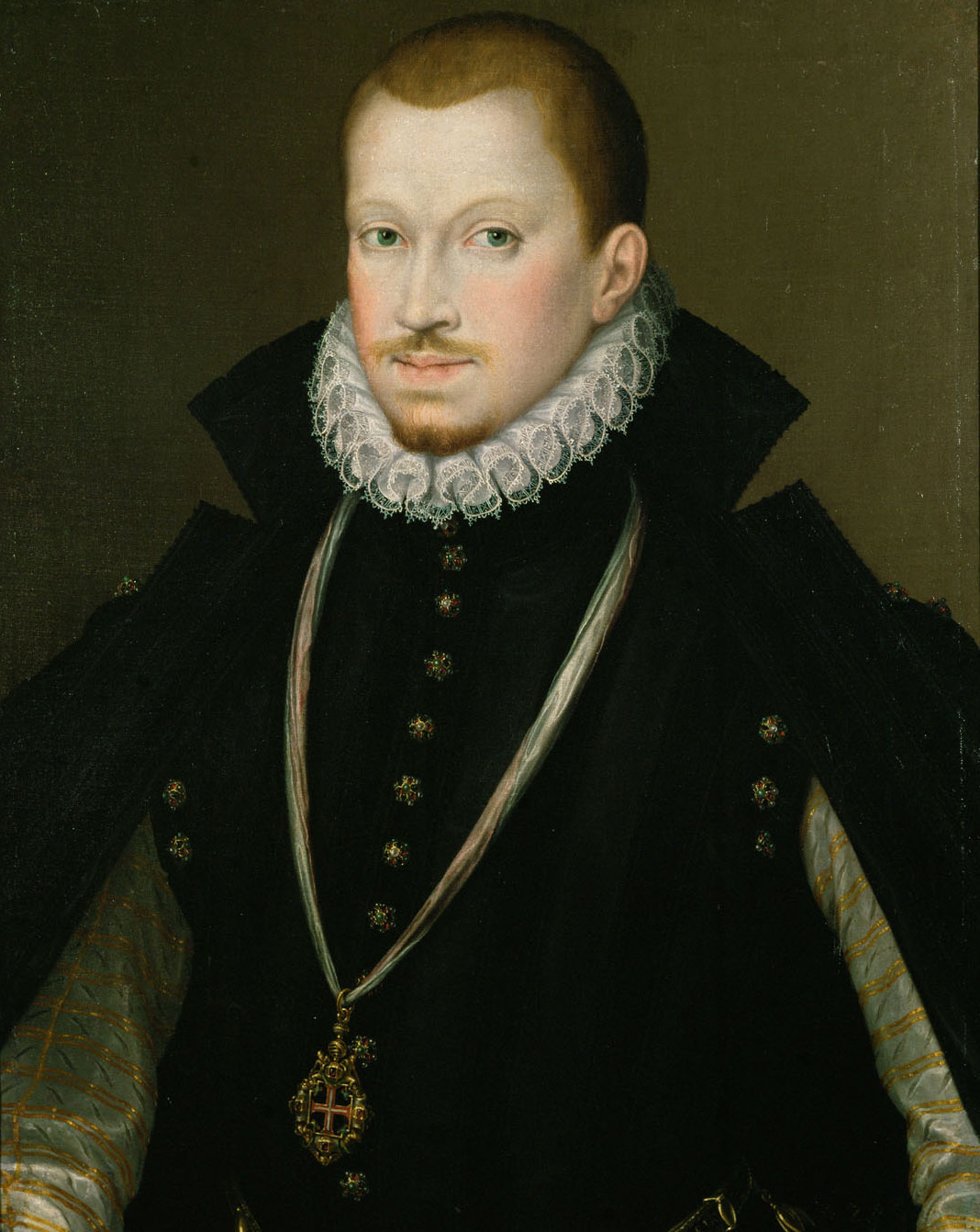
ملك البرتغال سيباستياو التي ظهرت بعد وفاته هذه الأسطورة.

اسم 'السبستيانية' مستمد من الملك سيباستياو (20 يناير 1554 - 4 أغسطس 1578)؛ حفيد الملك التوابل جواو الثالث، الذي أصبح وريثاً للعرش بعد وفاة والده جواو أمير البرتغال في 1554 قبل أسبوعين من ولادته، وصل إلى العرش بثلاث سنوات من ذلك، وشهدت هذه الفترة استمرار في التوسع البرتغالي الاستعماري بـ أفريقيا وآسيا والبرازيل، ألف الشاعر لويس دي كامويس ملحمة اللوسياد تكريما له، نشأ الملك الشاب تحت إشراف اليسوعيون، واقنع نفسه بأن يكون بطل مسيحي وقيادة حملة صليبية ضد المسلمين في أفريقيا.

### شائعة السبستيانية لأول مرة
على الفور تقريباً بعد بلوغ سن الرشد، بدأ سيباستياو في تخطيط لحملة صليبية كبرى ضد المغاربة في فاس، وبذلك استطاع الصليبيين البرتغال عبور المغرب في 1578 ضد نصيحة قادته، وسار سيباستياو نحو عمق الداخلي حتى وصل إلى القصر الكبير (ميدان الملوك الثلاثة)، تعرض البرتغاليون للهزيمة من قبل السلطان أحمد المنصور، ومن شبه المؤكد أن مصير سيباستيان مجهولاً إما قُتل في المعركة أو أُعدم لاحقًا، ولكن بالنسبة للشعب البرتغالي فقد اختفى وسيعود إلى الوطن يومًا ما، لدرجة أنه في عام 1640 كان على الملك جواو الرابع أن يقسم على التنازل عن عرشه لسيباستياو في حالة تمكن من العودة (الذي كان سيبلغ من العمر 86 عامًا آنذاك).
بعد وفاته (أو اختفاء)؛ فقدت البرتغال استقلالها ومنذ عام 1580 سيطرت إسبانيا على البلاد، وفي زمن حكم هابسبورغ (1580-1640)، ادعى العديد من المحتالين بأنهم الملك سيباستياو في الأعوام 1584، 1585، 1595 و1598، وبسبب هذه الأحداث تحول الملك سيباستياو إلى أسطورة برتغالية وطنية وبطل شعبي - وأصبح يُطلق عليه «الملك النائم» الذي سيعود إنقاذ البرتغال في آمس الحاجة، وفي اليوم العصيب.

## السبستيانية في وقتنا الحاضر (البرتغال)
ويستخدم مصطلح السبستيانية اليوم من قبل بعض المثقفين والسياسيين بالبرتغال لانتقاد المجتمع البرتغالي بصفة عامة وفي مجالات معينة مثل الاقتصاد، اعتقاداً منهم أن هذا سوف تكتسب لسيباستياو العودة وحل جميع مشاكلهم التي لا يتمكن تجاهلها.

## السبستيانية في البرازيل
مع إعلان الجمهورية في عام 1889 أصبحت الدولة البرازيل دولة علمانية، والمتناقضة مع الإمبراطورية البرازيلية التي كان الكاثوليكية الدين الرسمي، في إدارة إمبراطورية كانت للكنيسة أدوار هامة جداً: بحيث كانت تعمل كمسجل للولادات والوفيات، وتنظيم حفلات الزفاف، وحتى تسجيل الممتلكات (السيطرة على هذا كانت منذ الإمبراطورية البرتغالية، والتي كانت تؤخذ من التبرعات، وأصبح حتى وقت قريب، مشكلة كبيرة في الاقتصاد البرازيلي والسياسة البرازيلية).
أحدث الانقلاب على الإمبراطور بيدرو الثاني وإصلاحات الجمهورية بعض التغييرات في نمط الحياة لمعظم الناس - على سبيل المثال: لم يكن سن حق الاقتراع الشامل - أكبر إنجاز لها، بل كان أعظم تغير بالنسبة للبرازيليين هو الحكومة «الملحدة»، بحيث ارتبطت الكاثوليكية والنظام الملكي ارتباطاً وثيقاً بقوة الشعب البرازيلي، معظم الحركات المعارضة للجمهورية في عام 1890، وفي عام 1900 وما قبلها في 1910 كان لها الدوافع الدينية، وبذلك عاد شائعة الملك سيباستياو إلى مخيلة الشعب: بأنه سيعود للدفاع عن الحق الإلهي للملكية البرازيلية، والتي ينحدروا نسل من ملوك البرتغال، وذلك بإرجاع الحكم في البرازيل والدفاع عن المذهب الكاثوليكي التي أزلته الحكومة الجمهورية.
أصبح مصطلح السبستيانية شائعاً في حرب كانودوس، وبعد أن قاد أنطونيو كونسيليرو الثورة التي حدثت في شمال شرق البرازيل، وكانت هذه المنطقة في ركود اقتصادي منذ اكتشاف مناجم الذهب واسع في ولاية ميناس جرايس التي كانت في السابق جزءاً من ساو باولو، بعد أن خلع المركز الاقتصادي نحو جنوب شرق أمريكا البرتغالية في القرن 18، وعلاوة على ذلك فإن إلغاء الرق أنتجت كتلة ضخمة من العاطلين عن العمل، وتبع ذلك زيادة في التدين، استغل أنطونيو كونسيليرو التبشير ضد تدجيل الجمهورية وجذب العديد من الأتباع، وأسس مدينة سمها كانودوس، التي قامت على نظام التعاوني الاقتصادي، بلغ عدد سكان البلدة قرب 25.000 نسمة في 1897م.
حركة كبيرة أُخرى أصبح مصطلح السبستيانية شائعاً هي حرب كونتستدو في ولايتي سانتا كاتارينا وبارانا، عندما تطالب بناء سكة حديد ساو باولو - ريو غراندي دو سول من قبل المستثمر بيرسيفال فاركوهار والتي أدت إلى نزع ملكية العديد من الممتلكات الصغيرة والتي اعتبرتها الحكومة الجمهورية "terra devolutas" (أراضي غير مجدية)؛ وبهذه الطريقة لم تكن هناك أي الانقسامات أو مدفوعات لبناء السكك الحديدية، ثار سكان المنطقة على رئاسة هيرميس دا فونيسكا، ولأسباب مماثلة لتلك التي كانت في كانودوس، تحولت الحرب إلى حرب مقدسة، واستوحت على الكثير من الرموز المسيحية مثل علم الحركة المستوحاة من فرسان الهيكل أو المعجزات التي قام بها خوسيه ماريا دي سانتو أغوستينو التي تتطلب وجود الملك سيباستياو.